# Siergiej Postowałow
Siergiej Osipowicz Postowałow (ros. Сергей Осипович Постовалов, ur. 1907 we wsi Kislanskoje w guberni tomskiej, zm. 17 marca 1983 w Moskwie) – radziecki polityk, zastępca członka KC KPZR (1952-1971), I sekretarz Komitetu Obwodowego KPZR w Kałudze (1952-1961).
Od 1930 w WKP(b), 1938 ukończył Północno-Kaukaski Instytut Zootechniczny, 1938-1940 dyrektor sowchozu, potem sekretarz rejonowego komitetu WKP(b). Od 1945 do października 1948 III sekretarz Stawropolskiego Krajowego Komitetu WKP(b), od października 1948 do grudnia 1949 I sekretarz Obwodowego Komitetu WKP(b) Czerkieskiego Obwodu Autonomicznego, od 12 grudnia 1949 do 23 września 1952 przewodniczący Komitetu Wykonawczego Krymskiej Rady Obwodowej. W 1952 II sekretarz, a od 23 września 1952 do 11 sierpnia 1961 I sekretarz Komitetu Obwodowego WKP(b)/KPZR w Kałudze. Od 14 października 1952 do 30 marca 1971 zastępca członka KC KPZR, 1961-1962 zastępca przewodniczącego Komitetu Kontroli Partyjnej przy KC KPZR, od listopada 1962 do grudnia 1965 zastępca przewodniczącego Komisji Partyjnej przy KC KPZR, następnie do śmierci zastępca przewodniczącego Komitetu Kontroli Partyjnej przy KC KPZR. Deputowany do Rady Najwyższej ZSRR od 3 do 5 kadencji. Odznaczony trzema Orderami Lenina. Pochowany na cmentarzu Nowodziewiczym.